# 発禁
発禁（、はつきん）とは、『発行禁止処分』または『発売頒布禁止処分』の略称であるとともに、両者の総称である。
本項では略称の「発禁」に統一して記述する。

## 概要
発行禁止処分または発売頒布禁止処分は、発行、発売、頒布された（またはその準備が整った）出版物、音楽、映画などの表現物の内容に不都合がある場合に、その発行、発売、頒布を禁止する処分である。無償頒布のものも対象となる。
どのような内容の表現物が発禁とされるかは、時代や地域によって異なる。
戦前の日本においては、雑誌ならば該当号、単行本ならばその書籍のみの発売や頒布を禁止対象とする「発売頒布禁止処分」と、雑誌や新聞の以後の号の発行を全て禁じる「発行禁止処分」があり、それぞれ根拠法条を異にしていたが、しばしば混同されている。
国立国会図書館では、旧帝国図書館時代に所蔵していた発禁本と、終戦後米軍が内務省から接収しその後返還された発禁本とを所蔵している。

## 現行の事例

### 中華人民共和国
1998年のアカデミー賞にノミネートされたアメリカ映画「クンドゥン」は、ダライ・ラマ14世の半生を描いたものであるとして、中華人民共和国で上映及び公開禁止となっている。
中国国内の経済格差という社会問題に触れた「迷失北京」は、中国政府の掲げる社会テーマと一致しないという理由で、中国映画審査機構より上映禁止となり、「迷失北京」から「苹果」（リンゴ）と改題、映画審査機構による5回の審査を受ける。2007年の第57回ベルリン国際映画祭への出品にあたり、北京市の不衛生な町風景と天安門広場及び中華人民共和国の国旗など、中国イメージの対外的な低下に繋がるシーンについて、当局から削除が命じられている。

### 日本
現在の日本では、日本国憲法第21条において検閲が禁止されているため、法制度上の発禁は原則存在しない。ただし、「雑誌その他の出版物の印刷、製本、販売、頒布等の仮処分による事前差止めは、表現物の内容の網羅的一般的な審査に基づく事前規制が行政機関によりそれ自体を目的として行われるものとはいえず、検閲には当たらない。」とされる。
表現行為の事前差止めの仮処分は、原則として口頭弁論又は債務者の審尋を経る必要があるが、表現内容が真実でないか又は専ら公益を図る目的のものでないことが明白であり、かつ、債権者が重大にして著しく回復困難な損害を被るおそれがある場合は、それらの審理を経る必要なく表現行為を事前差し止めが行える。
したがって、出版等が禁止されるのは、私人間の民事訴訟において、裁判所の判決または仮処分により出版等の差止めが命じられる場合に限られる。
民事訴訟において人権侵害（名誉毀損、プライバシーの侵害等）や著作権の侵害（著作権法第112条）が認定された場合は、販売差止め（出版差止め）が命じられ、これを俗に発売禁止ということもある。

### アメリカ
アメリカ合衆国憲法修正第1条において、報道の自由が保障されている。しかし、報道の自由と個人のプライバシー権の議論がおこなわれ、政府が公開した情報なら合法という最高裁の決定が、Florida Star v. B. J. F.（被害者情報を州法に反して保安官事務所が出してしまい被害者に保証金が支払われた。それを基に出版社の方針に反して記事を誤って出版してしまった事件の発禁処分に対しての裁判）にて下った。

### イギリス
- 進行中の裁判を妨害する事件情報：Contempt of Court Act 1981（英語版）により発禁となる。
- Sexual Offences (Amendment) Act 1992（英語版） - 性的暴行の被害者の情報は発禁となる。

### カナダ
発禁については、Criminal Code （刑法）に次の情報は発禁処分になると記されている。
- Section 486.4(1) and (2) - 性的暴行被害者の個人情報の公開
- Section 486.4(3) - 18歳未満の証人、児童ポルノ対象者の個人情報の公開
- Section 486.5(1) - 被害者または目撃者を特定できる情報の公開
- Section 486.5(2) - テロ組織・犯罪組織などの犯罪事件に関与した司法関係者の個人情報の公開
- Section 517/Section 539 - 係争中の裁判情報
- Section 631(6) - 裁判所が発禁が必要と判断した陪審員を特定できる情報

### ウクライナ
2016年にロシアの本の輸入に制限を開始、2022年6月にはロシアの一部の音楽をメディアや公共の場で流すことを禁止、ロシアとベラルーシからの出版物の輸入禁止となった。

### ロシア
ウクライナ侵攻中のロシアにおける検閲として反戦感情やLGBTQをテーマとした書籍に対してクレムリンの検閲が厳しくとられている。2025年5月には、書籍取次業者がピューリッツァー賞受賞作家ジェフリー・ユージェニデスとブリジット・コリンズ、村上龍などの作品37タイトルを返却もしくは破棄することという書簡を各店舗に送った。

## 過去の事例

### 日本

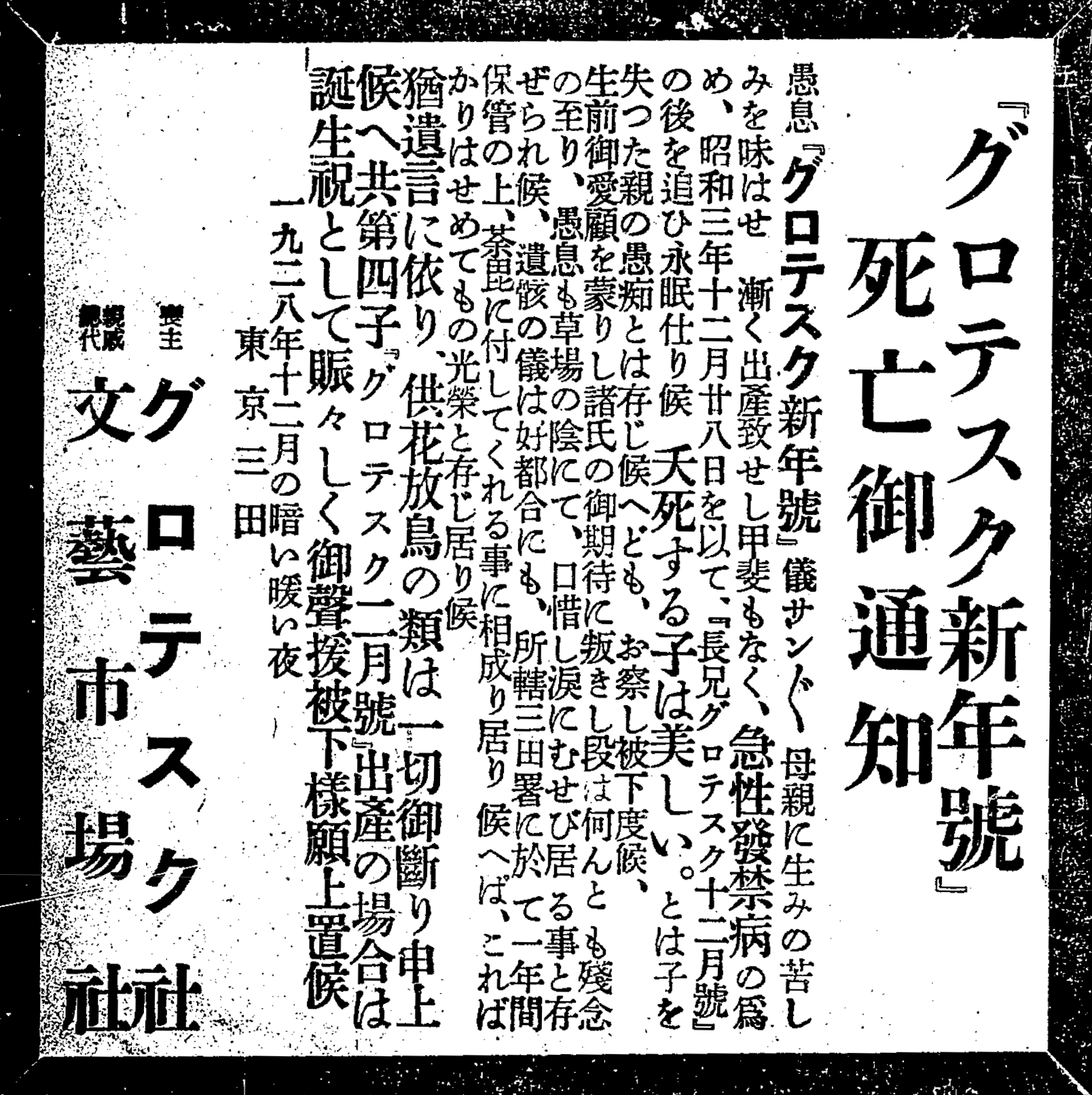
梅原北明の雑誌『グロテスク』の発禁を伝える死亡広告（1928年・昭和3年）

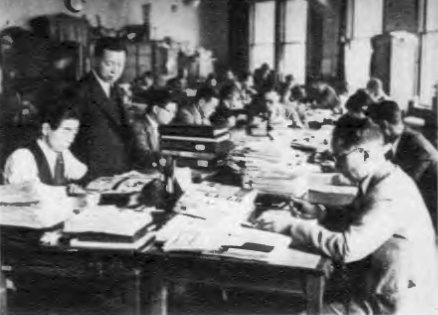
警視庁検閲課による検閲の様子（1938年・昭和13年）

戦前および戦中の日本においては、新聞紙発行条目（1873年太政官布告352号）、出版条例（1872年、明治4年）、讒謗律（1875年）、出版条例（1875年）、新聞紙条例（1875年）、出版法、新聞紙法（1909年）、映画法、治安警察法（第16条）、興行場及興行取締規則（警視庁令第15号）などに基づき検閲が行われた。
戦前戦中の検閲で発禁処分を受けたものの中では、思想的に危険視されたもの、性描写に関するものなどがあった。これらは、それぞれ「安寧秩序紊乱」・「風俗壊乱」とに分類された。根拠法は出版法・新聞紙法。
このほか1枚刷り以上の私暦（「類似暦」と称す。冊子状のものは伊勢暦のみ可）、市井の呪術者が発行する守札も印刷物として検閲の対象となった。根拠法は太政官達第307号（1870年）。
「風俗壊乱」による禁止のみは地方長官の手に委ねられたが、「安寧秩序紊乱」等はすべて内務省の内務大臣の名義で行われた。
発売頒布禁止処分が行政処分であるのに対して、発行禁止は司法処分であった。
検閲が進んでくると、出版側が正規の検閲前に所管官庁に原稿の点検を依頼することも行われるようになり、これを受けて、法律上の根拠はないものの、「注意処分」、「次版改訂（次版削除）処分」、「削除処分」、「分割還付」等の法外処分が行われることもあった。
日本における出版法でのレコードでの発禁第1号は、松井須磨子『今度生まれたら』（1917年、大正6年）と言われている。これは、歌詞中の「かわい女子（おなご）と寢て暮らそ。」の部分が猥褻とみなされたためである。
1941年（昭和16年）には組織強化が成された内閣情報局が、迷信的出版物（「二十八宿日割鑑」「人生一代身上開拓法」「誰にも判る一代の運勢」など）や風俗壊乱の恐れのある小説を一週間で20冊ほど発禁処分にするなど、戦時色が強まる背景の中で厳しい処分を行うようになった。

### 占領・日本国憲法下での発禁
大東亜戦争（太平洋戦争）敗戦後の被占領期の日本においては、連合国軍最高司令官総司令部（GHQ）はプレスコードなどを発して民間検閲支隊による検閲を実行し、連合国や占領政策に対する批判、連合国軍の犯罪、日本を肯定するものなどに対し発禁処分などにした。

### 出版差し止めの例
- 織田作之助『青春の逆説』- 風俗壊乱出版として発禁処分になったが戦後解かれ、現在は青空文庫でも読める。
- 福島次郎『三島由紀夫―剣と寒紅』1998年 - 遺族からの訴えにより「相続・所有権者側の承諾なしに手紙を無断で掲載したのは著作権侵害にあたる」とされ、回収された。
- 石に泳ぐ魚
- 北方ジャーナル事件
- 田中真紀子長女記事出版差し止め事件
- チャタレー事件
- 四畳半襖の下張事件
- 「朝野新聞」が、1878年5月15日に大久保利通を殺害した島田一郎らの斬奸状を掲げ、7日間の発行停止を命じられた。初の日刊新聞発行停止である[12]。
- 全国部落調査

## 発禁本の収集の例
- 城市郎 - 発禁本の蒐集家・研究家。コレクションは、明治大学内の和泉図書館に城市郎文庫として収蔵されている[13]。
- 三康図書館には、閲覧禁止図書を意味する「憲秩紊本」に分類されたなど、1200冊が収蔵されている[14]。